# 小行星1518
小行星1518（1518 Rovaniemi）是一颗围绕太阳公转的小行星。1938年10月15日，爾約·維薩拉在图尔库发现了此天体。
該小行星以芬蘭的城市羅瓦涅米命名。
这颗小行星的绝对星等为36.93095911265996等。